# Macrotrachela ehrenbergii
Macrotrachela ehrenbergii är en hjuldjursart som först beskrevs av Oliver Erichson Janson 1893.  Macrotrachela ehrenbergii ingår i släktet Macrotrachela och familjen Philodinidae. Inga underarter finns listade i Catalogue of Life.